# Dekanat Bydgoszcz I
Dekanat Bydgoszcz I – jeden z dwudziestu jeden dekanatów w rzymskokatolickiej diecezji bydgoskiej. 2 lutego 2023 biskup Krzysztof Włodarczyk wyłączył z niego dwie parafie z Osowej Góry i dołączył do nowego dekanatu Osowa Góra.

## Parafie
W skład dekanatu wchodzi 7 parafii (kolejność według dat erygowania parafii):
| Lp | Miejscowość / parafia                                     | Rok erygowania | Patron                                        | Odpust parafialny                           | Uwagi | Zdjęcie |
| -- | --------------------------------------------------------- | -------------- | --------------------------------------------- | ------------------------------------------- | --- | ------- |
| 1  | Bydgoszcz (Czyżkówko) św. Antoniego z Padwy               | 1933           | św. Antoni Padewski                           | 13 czerwca                                  | Kościół parafialny zbudowano w latach 1936-1984; w parafii znajduje się dom zakonny sióstr albertynek, które prowadzą Centrum Pomocy im. św. Brata Alberta; www        |         |
| 2  | Bydgoszcz (Jachcice) Niepokalanego Poczęcia NMP           | 1958           | Niepokalane Poczęcie Najświętszej Maryi Panny | 8 grudnia                                   | www |         |
| 3  | Bydgoszcz (Miedzyń) NMP z Góry Karmel                     | 1980           | Najświętsza Maryja Panna z Góry Karmel        | 16 lipca                                    | W parafii mieszkają siostry Służebnice Ducha Świętego; www |         |
| 4  | Bydgoszcz (Opławiec, Smukała) Przemienienia Pańskiego     | 1983           | Przemienienie Pańskie                         | 6 sierpnia, 26 sierpnia (kaplica)           | W parafii znajdują się kaplice: Matki Boskiej Częstochowskiej w Smukale Dolnej oraz Najświętszego Serca Pana Jezusa w Szpitalu Przeciwgruźliczym w Smukale Górnej; www |         |
| 5  | Bydgoszcz (Miedzyń) św. Urszuli Ledóchowskiej             | 1984           | św. Urszula Ledóchowska                       | 29 maja                                     | do 30 czerwca 2022 siedziba dekanatu; w parafii mieści się Przedszkole Dzieciątka Jezus; www                                                                           |         |
| 6  | Bydgoszcz (Piaski) Świętej Rodziny                        | 1984           | Święta Rodzina                                | niedziela po uroczystości Bożego Narodzenia | W parafii znajduje się Szensztackie Sanktuarium Zawierzenia, dom zakonny Szensztackiego Instytutu Sióstr Maryi oraz Diecezjalny Dom Rekolekcyjny; www                  |         |
| 7  | Bydgoszcz (Prądy) bł. Michała Kozala Biskupa i Męczennika | 1995           | bł. Michał Kozal                              | 14 czerwca                                  | W parafii znajduje się Dom Księży Emerytów Diecezji Bydgoskiej oraz dom zakonny sióstr Służebnic Prawdy Bożej                                                          |         |